# The Name
The Name (tựa gốc tiếng Hàn: 나의 이름; còn được biết đến với tên tiếng Anh khác: My Name) là phim kinh phí thấp của Hàn Quốc thuộc thể loại tình cảm lãng mạn của đạo diễn Heo Dong-woo. Phim có sự tham gia của Jeon So-min, Choi Jung-won, Kim Jeong-gyun, Kim Dong-ju và được công chiếu vào ngày 14 tháng 10 năm 2020 tại Hàn Quốc.
Ngoài ra, bộ phim còn được phát sóng trên kênh OCN Movies từ 8:10 đến 10:30 vào ngày 22 tháng 8 năm 2021 và các nền tảng trực tuyến toàn cầu khác như Kakuten VIKI,...

## Nội dung chính
Sinh ra với cả thế giới dưới chân mình, Seo Ri-ae (Jeon So-min) là một người phụ nữ có tất cả mọi thứ. Là con gái của một giám đốc bảo tàng nổi tiếng và rất được kính trọng, Ri-ae đã dành cả cuộc đời của mình cho nghệ thuật. Không ngừng ngưỡng mộ những tác phẩm của vẻ đẹp xung quanh mình, ước mơ lớn nhất trong cuộc đời của Ri-ae là trở thành một nghệ sĩ thành đạt. Đáng buồn thay, tài năng nghệ thuật của cô không bao giờ có thể đáp ứng được sự kỳ vọng của cả mẹ và bản thân cô. Chán nản với công việc của mình, Ri-ae đang trên đà bỏ cuộc thì số phận đưa Mo Cheol-woo (Choi Jung-won) bước vào cuộc đời cô.
Là một nghệ sĩ có tài năng xuất chúng nhưng không có một chút may mắn, Cheol-woo đã phải vật lộn trong nhiều năm để tác phẩm của mình được chú ý. Sau khi tình cờ gặp Ri-ae, Cheol-woo nhìn thấy cơ hội thay đổi số phận của mình và chộp lấy nó. Đồng ý để Ri-ae ký tên vào tác phẩm của anh, cuộc đời của cả hai có một bước ngoặt đầy kịch tính. Khi số phận đưa hai nghệ sĩ đến gần nhau hơn, họ bắt đầu nhận ra rằng họ đã bỏ lỡ một số báu vật lớn nhất của cuộc đời. 
Làm việc với Cheol-woo, Ri-ae học cách gạt bỏ sự phù phiếm của mình trong khi Cheol-woo tìm thấy hy vọng mà anh ấy chưa từng có. Đến gần nhau hơn, cả hai tìm thấy một tình yêu bất ngờ, nhưng hạnh phúc của họ có thể kéo dài bao lâu khi nó được xây dựng trên nền tảng của sự dối trá?
Câu chuyện về hy vọng và ước mơ, "The Name" là một bộ phim lãng mạn năm 2020 của đạo diễn Heo Dong-woo.

## Diễn viên

### Diễn viên chính
Danh sách dựa theo trang web giới thiệu phim.
- Jeon So-min vai Seo Ri-ae

Một phó giám đốc bảo tàng nghệ thuật, người có con mắt tuyệt vời và muốn hoàn thành bức tranh của riêng mình.
Ri-ae sống không hối tiếc vì sinh ra đã được gọi là 'ngậm thìa vàng'. Tuy nhiên, cô gặp phải một vấn đề khó khăn nên dù cố gắng đến đâu, cô cũng không thể vẽ được một bức tranh ưng ý. Đối với cuộc sống của Ri-ae, mẹ cô cố gắng mở một cuộc triển lãm tuyệt vời để sau khi con gái bà mất thì tên của cô vẫn còn mãi với hậu thế. Nhưng kỹ năng của Ri-ae quá kém nên điều này đã tạo áp lực cho cô.
- Choi Jung-won vai Mo Chul-woo

Người có một tài năng thiên tài nhưng không có khát vọng lớn nên vô danh và khốn khó.
- Kim Jung-gyoon vai Chú của Ri-ae
- Kim Dong-ju vai Mẹ của Ri-ae

### Diễn viên phụ
Danh sách dựa theo trang web giới thiệu phim.
- Jo Ga-bin vai Doyd
- Kim Min-ki vai Joo-hyeok
- Jeong Sang-hyeon vai Lee Kang
- Kim Yang-gyun vai Roy
- Pyeon Han-sem vai Han-saem
- Park Ha-Young vai Ri-ae thời trẻ
- Kwon Mi-reu vai Seon-woo
- Jeong Yeon-shim vai Seon Woo-mo

### Xuất hiện đặc biệt
Danh sách dựa theo trang web giới thiệu phim.
- Kang Hyeong-goo vai Old Cheol-woo
- Cho Tae-ryong vai Giám đốc bệnh viện
- Moon Hye-won vai Ca sĩ giấu mặt
- Kim Soo-min vai Phóng viên Tạp chí

### Xuất hiện ngắn
Danh sách dựa theo trang web giới thiệu phim.
- Seo Jeong-rok vai Cảnh sát 1
- Lee Yoo-seon vai Cảnh sát 2
- Lee Jeong-gwi vai Cặp đôi - nam
- So Eun-jung vai Cặp đôi - nữ
- Jung Min-kyung vai Dì của chủ nhà
- Nam Dae-hyup vai Chủ tịch chung cư
- Im Soo-bin vai Y tá
- Jang Tae-yang vai Bác sĩ
- Shin Hee-guk vai Thư ký của Lee Ae-mo
- Kang Ji-hoon vai Nhân viên Bảo tàng Nghệ thuật
- Kim Seong-gu vai Phóng viên 1
- Yu Wan-rye vai Ký giả 2
- Lee Bo-on vai Phóng viên 3
- Shin Dong-han vai Ký giả 4
- Lee Kang-eun vai Ký giả 5
- Yoon Dae-gi vai Ký giả 6

## Sản xuất
Phim khởi quay và hoàn thành từ năm 2019, có sự hỗ trợ của Viện sáng tạo nội dung Hàn Quốc, là bộ phim sản xuất với kinh phí thấp. Bộ phim được viết bởi biên kịch Yoon Chi-soo, do New Day Pictures Co., Ltd. sản xuất và phân phối bởi Cinema New One.

### Đội ngũ sản xuất
Danh sách dựa theo trang web giới thiệu phim.
- Đạo diễn: Heo Dong-woo
- Sản xuất:
  - Heo Dong-woo, Park Ok-kyung
  - Jo Sung-hoon
- Kịch bản: Yoon Chi-so
- Quay phim: Seo Geun-hee
- Ánh sáng: Im Jae-guk
- Âm thanh (ghi âm đồng thời): Kim Wan-dong
- Âm nhạc: Hwang Chan-hee
- Dựng phim: Lee Kyu-yeon
- Giám đốc nghệ thuật: 강연진
- Trang phục: Shin Ji-hye
- Trang điểm/làm tóc: Jang Min-ju/Lee Seo-hyun

## Phát hành
Phim đã được chọn tham dự Liên hoan phim độc lập quốc tế Buenos Aires 2020 nhưng bị trì hoãn nhiều lần do ảnh hưởng của dịch COVID-19 nên Liên hoan phim độc lập quốc tế Buenos Aires 2020 đã bị hủy.
Họp báo ra mắt phim điện ảnh The Name diễn ra vào ngày 7 tháng 10 năm 2020 tại Lotte Cinema Konkuk University.
Sau khoảng thời gian dài chịu ảnh hưởng bởi dịch COVID-19 thì phim cũng được phát hành vào ngày 14 tháng 10 năm 2020 tại Hàn Quốc. My Name còn được phát sóng trên kênh OCN Movies từ 8:10 đến 10:30 vào ngày 22 tháng 8 năm 2021 và các nền tảng online tính phí khác tại Hàn Quốc như: Series On (Naver), TVING, Wavve, WATCHA,... Ngoài ra, trên nền tảng phát sóng quốc tế Kakuten VIKI, phim được hỗ trợ khoảng 11 ngôn ngữ khác nhau như: Anh, Pháp, Đức, Ả Rập, Ý,... và nhận được khá nhiều đánh giá tích cực tại đây.